# Scientrier
Scientrier é uma comuna francesa na região administrativa de Auvérnia-Ródano-Alpes, no departamento da Alta Saboia. Estende-se por uma área de 7.21 km². Em 2010 a comuna tinha 1 164 habitantes (densidade: 161,4 hab./km²).